# پیتر تیل (بازیکن فوتبال)
پیتر تیل (انگلیسی: Peter Till؛ زادهٔ ۷ سپتامبر ۱۹۸۵) بازیکن فوتبال اهل بریتانیا است.
از باشگاه‌هایی که در آن بازی کرده‌است می‌توان به باشگاه فوتبال تاموورث، باشگاه فوتبال والسال، باشگاه فوتبال چسترفیلد، باشگاه فوتبال استافورد رانجرز، باشگاه فوتبال لیمینگتون، باشگاه فوتبال اسکانتورپ یونایتد، باشگاه فوتبال گریمزبی تاون، باشگاه فوتبال بوستون یونایتد، باشگاه فوتبال لیتون اورینت، باشگاه فوتبال سولیهال مورس، باشگاه فوتبال بیرمنگام سیتی، باشگاه فوتبال یورک سیتی، و باشگاه فوتبال فلیتوود اشاره کرد.